# Christian Oliva
Christian Gabriel Oliva Giménez (ur. 1 czerwca 1996 w Ciudad del Plata) – urugwajski piłkarz występujący na pozycji defensywnego pomocnika, od 2024 roku zawodnik Nacionalu.